# Ferrovia Briga-Visp-Zermatt
La ferrovia Briga–Visp–Zermatt è una ferrovia della Svizzera, a scartamento metrico, con tratte a cremagliera, che unisce la città di Briga-Glis al centro montano di Zermatt.

## Storia

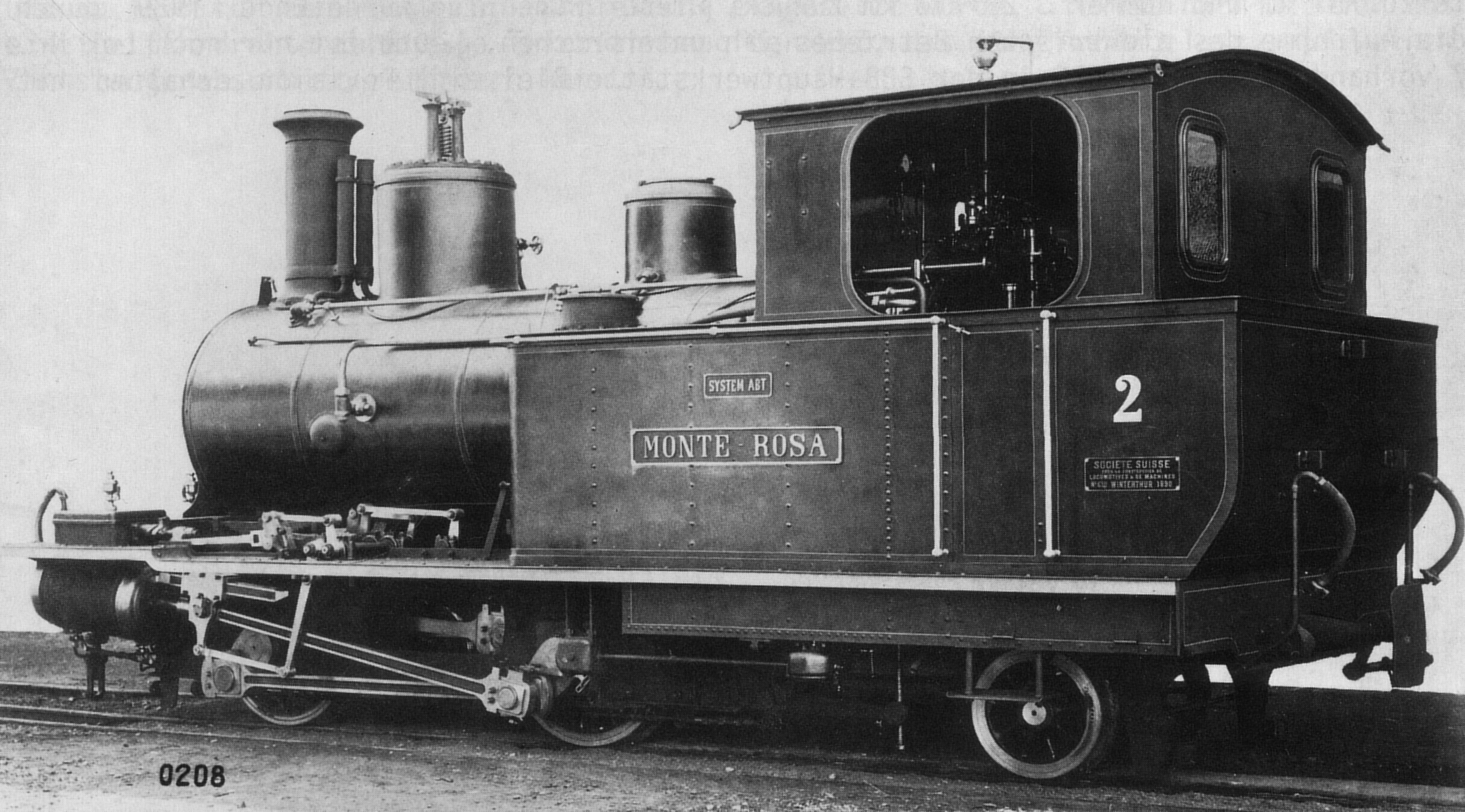
Una delle locomotive originarie della linea a 2 assi accoppiati, per servizio su cremagliera Abt, di costruzione SLM

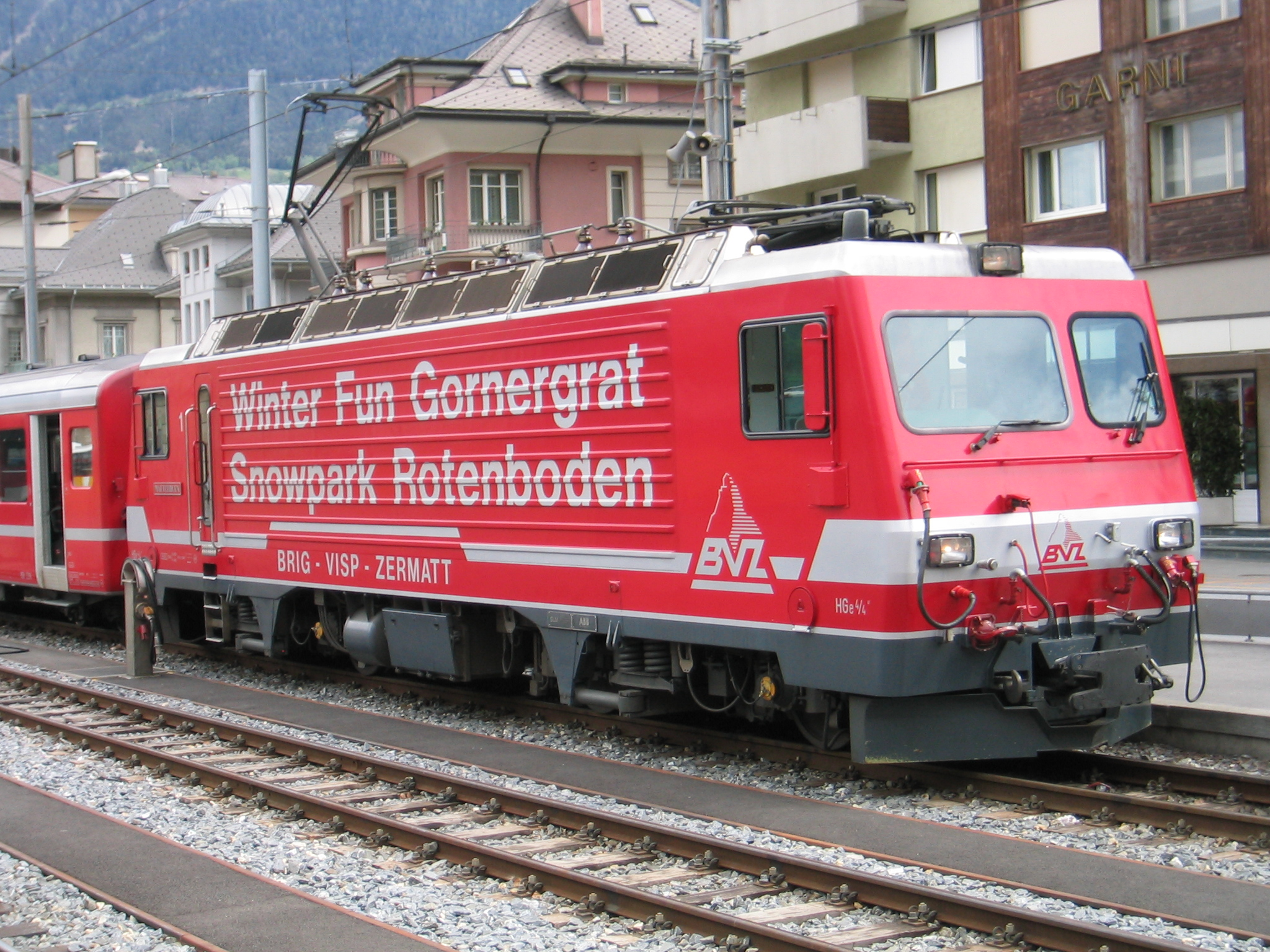
Moderna locomotiva elettrica a 11.000 volt, corrente alternata monofase a 16,6̅ Hz

A partire dalla seconda metà del XIX secolo vennero presentati vari progetti per raggiungere la località turistica montana di Zermatt: nel 1886 la Banca commerciale di Basilea e la ditta Masson Chavannes & C. di Losanna ottennero dall'Assemblea Federale la concessione per una ferrovia a scartamento ridotto da 750 mm da costruirsi sfruttando ove possibile l'aderenza naturale integrandola con tratte ad aderenza artificiale (cremagliera) ove la pendenza risultasse molto elevata prevedendo l'inizio nella località di Visp. Passarono ancora alcuni anni tra varie discussioni riguardo al sistema da adottare dato che alcuni, tra cui la società Suisse-Occidentale-Simplon (SOS) propendevano per un tracciato a sola aderenza naturale con un massimo del 45 per mille di pendenza. Il 10 ottobre 1888 si costituì la Compagnie du chemin de fer de Viège à Zermatt (VZ), con sede a Losanna.
Alla fine venne deciso di adottare per alcune tratte la cremagliera con pendenza massima del 125 per mille. I lavori ebbero inizio da Visp il 27 novembre 1888 raggiungendo Stalden e Sankt Niklaus con il primo treno nell'estate del 1890 (il 3 luglio la tratta Visp-Stalden, il 26 agosto la tratta Stalden-Sankt Niklaus). Il 18 luglio 1891 la tratta di 35 km tra Zermatt e Visp era interamente percorribile. La trazione venne assicurata da locomotive a vapore mentre i passeggeri trovavano coincidenza con la linea del Sempione nella stazione di Visp. Il 15 agosto del 1898 venne inaugurata la ferrovia del Gornergrat con il preciso scopo di rendere possibile, da Zermatt, l'accesso al grandioso ghiacciaio del Gorner e la vista di uno tra i più bei panorami alpini. L'esercizio era inizialmente curato dalla società esercente la ferrovia Losanna-Briga: dapprima la SOS, quindi la Compagnia del Giura-Sempione (JS) e, in seguito alla nazionalizzazione del 1903, le Ferrovie Federali Svizzere (FFS) che esercitarono la ferrovia sino al 31 dicembre 1920; dal giorno successivo la VZ riprese l'esercizio della propria linea.
Venne presto evidente l'utilità di una connessione con la Ferrovia del Furka-Oberalp (al cui salvataggio la VZ aveva contribuito costituendo nel 1925 la Furka-Oberalp-Bahn, di cui mantenne la direzione sino al 1960) evitando la rottura di carico tra Visp e Briga: nel 1928 venne ottenuta il prolungamento della concessione alla tratta Visp-Briga, attivata il 5 giugno 1930 parallelamente al binario a scartamento normale e venne messo in atto un accordo tra la VZ, la Furka-Oberalp-Bahn e la Ferrovia Retica per l'effettuazione del treno diretto Glacier Express via Disentis tra Sankt Moritz e Zermatt realizzando così la più lunga relazione ferroviaria trasversale a scartamento ridotto della rete svizzera che realizzava il collegamento diretto tra le più rinomate località sciistiche della Svizzera. 
Nel dicembre 1927 la VZ, su richiesta di un albergo di Zermatt rimasto aperto per la stagione invernale, effettuò il suo primo treno invernale tra Visp e Sankt Niklaus; nell'inverno 1928-1929 vennero effettuati i primi treni per sportivi fino a Zermatt, e dal 1933 la linea è aperta tutto l'anno.
Con delibera dell'assemblea dei soci del 13 dicembre 1961 la società prese il nome di Compagnie du chemin de fer Brigue-Viège-Zermatt (BVZ).
Il 1991, anno del centenario, una serie di frane ha interrotto il corso del fiume Vispa, provocando l'allagamento di centri abitati e il 18 giugno 1991, della stazione ferroviaria costringendo le autorità a progettare un nuovo percorso sia per la ferrovia che per la strada. La variante ferroviaria di 2860 m di lunghezza è stata aperta nell'agosto 1991. Nello stesso anno la ragione sociale della BVZ divenne Compagnie du chemin de fer Brigue-Viège-Zermatt (Eisenbahngesellschaft Brig-Visp-Zermatt) e la sede sociale venne trasferita da Losanna a Zermatt.
Dal 1º gennaio del 2003 le due ferrovie Brig-Visp-Zermatt e Furka-Oberalp sono confluite nella nuova società Matterhorn-Gotthard-Bahn.

## Caratteristiche

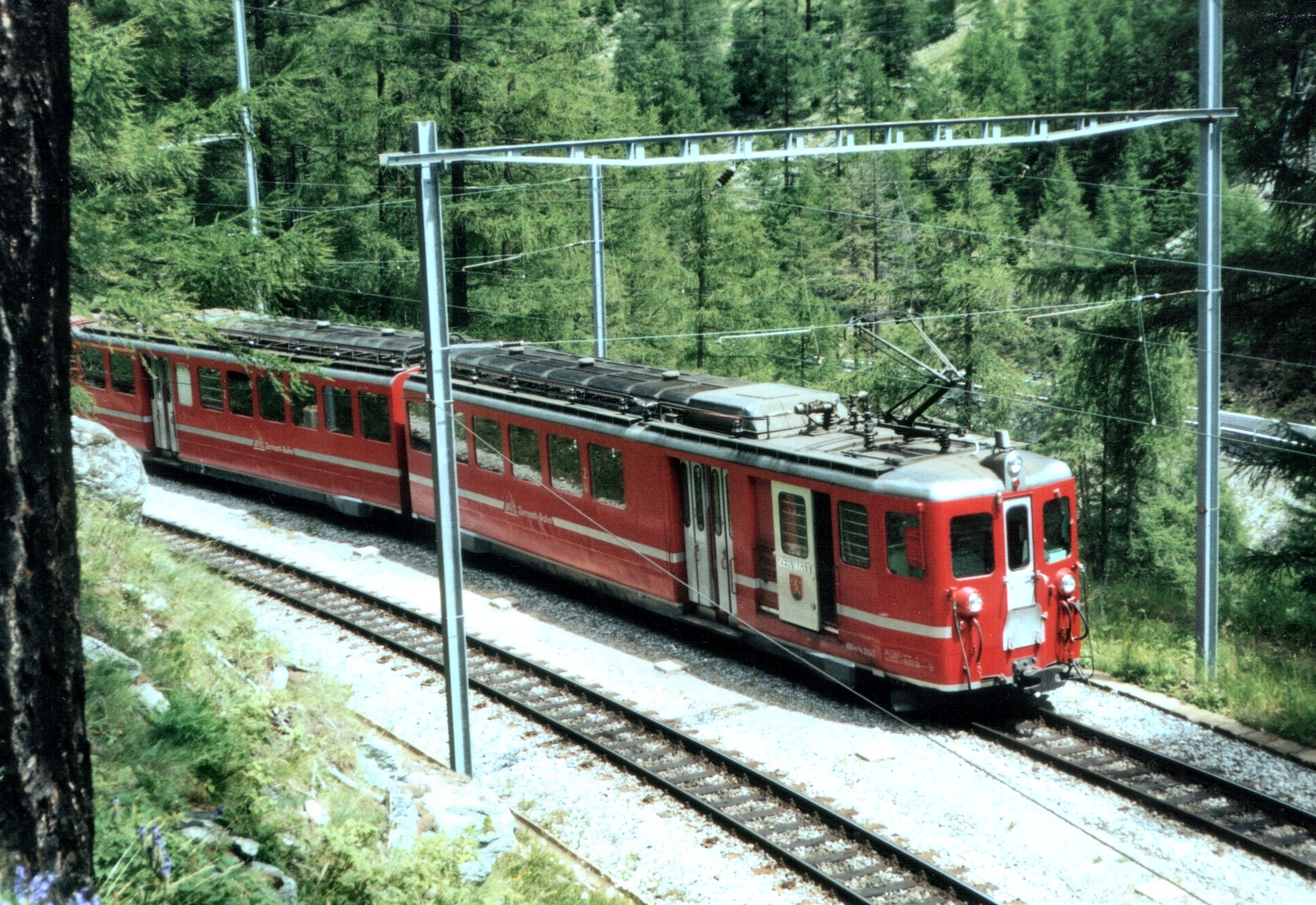
Convoglio a Kalter Boden

La linea è elettrificata a corrente alternata monofase a 16,6 Hertz ed oggi è lunga poco meno di 44 km. Lo scartamento adottato è ridotto (1000 mm). Il percorso prevede per buona parte del tracciato l'uso della cremagliera realizzata secondo il sistema Abt.
Inizialmente la ferrovia aveva origine dalla stazione di Visp; nel 1930 venne realizzato il tratto fino a Briga in affiancamento alla linea Briga-Losanna. Le modifiche di tracciato eseguite nel 2007 hanno abbreviato di un km il percorso: prima i treni della BVZ, partivano dal piazzale esterno, quasi in maniera tranviaria, e per la prosecuzione era necessario invertire il senso di marcia. Oggi utilizzano la nuova stazione passante che realizza la prosecuzione diretta per la linea del Furka.
La linea ha origine da Briga e dopo un tratto affiancato alla linea principale raggiunge Visp a 650 m s.l.m.; all'uscita da Visp la ferrovia curva decisamente a sinistra, lungo la valle Mattertal e il percorso del fiume Vispa, iniziando presto il percorso a cremagliera che porta ai 799 m di altezza di Stalden, ai 1127 di Sankt Niklaus fino a giungere ai 1604 m della stazione terminale di Zermatt.

### Percorso
| Continuation backward |  | Unknown route-map component "d" |  |  |

| Unknown route-map component "ABZgl" | Unknown route-map component "cd" + Unknown route-map component "KBHFeq" + Unknown route-map component "HUBaq" | Head station + Unknown route-map component "HUBeq" | Unknown route-map component "cd" |  |

| One way leftward | Unknown route-map component "cdSTRq" | Unknown route-map component "ABZg+r" | Unknown route-map component "cd" |  |

| Enter and exit short tunnel |

| Enter and exit tunnel |

| Non-passenger station/depot on track |

| Enter and exit tunnel |

| Unknown route-map component "hKRZWae" |

| Non-passenger station/depot on track |

| Station on track |

| Stop on track |

| Stop on track |

| Non-passenger station/depot on track |

| Unknown route-map component "hKRZWae" |

| Enter and exit tunnel |

| Station on track |

| Enter and exit tunnel |

| Unknown route-map component "hKRZWae" |

| Non-passenger station/depot on track |

| Unknown route-map component "hKRZWae" |

| Enter and exit tunnel |

| Stop on track |

| Unknown route-map component "STRo" |

| Enter and exit short tunnel |

| Unknown route-map component "hSTRae" |

| Enter and exit short tunnel |

| Station on track |

| Unknown route-map component "hKRZWae" |

| Non-passenger station/depot on track |

| Underbridge |

| Underbridge |

| Non-passenger station/depot on track |

| Unknown route-map component "SKRZ-Au" |

| Unknown route-map component "d" |  | Straight track | Unknown route-map component "STR+l" | Unknown route-map component "dCONTfq" |

|  | Station on track | Station on track |

|  | Stop on track | Straight track |

|  | Non-passenger station/depot on track | Straight track |

|  | Unknown route-map component "eHST" | Straight track |

| Unknown route-map component "KDSTaq" | Unknown route-map component "ABZg+r" | Straight track |

|  | Unknown route-map component "hKRZWae" | Unknown route-map component "hKRZWae" |

| Unknown route-map component "exKDSTaq" | Unknown route-map component "eABZg+r" | Straight track |

| Unknown route-map component "d" |  | Straight track | Unknown route-map component "ABZg+l" | Unknown route-map component "dCONTfq" |

| Unknown route-map component "d" |  | Unknown route-map component "eABZg+l" | Unknown route-map component "eKRZo" | Unknown route-map component "exdCONTfq" |

|  | Station on track | Station on track |

| Unknown route-map component "dCONTgq" | Unknown route-map component "tSTRe@fq" | Unknown route-map component "KRZu" | One way rightward | Unknown route-map component "d" |

| Continuation forward |

La ferrovia parte dal 1930 dalla stazione di Briga Bahnhofplatz, antistante la stazione delle FFS di Briga, e corre parallela alla ferrovia Losanna-Briga fino a Visp. A Visp la linea imbocca la Vispertal, seguendo il percorso del fiume Vispa fino a Stalden. Da Stalden la ferrovia segue il corso del fiume Matter Vispa e la Mattertal fino al capolinea di Zermatt.